# Anna Richardson
Anna Clare Richardson, född 27 september 1970, är en engelsk programledare, författare och journalist. Hon har varit programledare för flera program på Channel 4, bland annat Supersize vs Superskinny (2008–2009), The Sex Education Show (2008–2011), Secret Eaters (2012–2014), Supershoppers (2016–2019), Naked Attraction (2016– ) och Changing Rooms (2021– ).

## Privatliv
Richardson identifierar sin sexualitet som flytande. I en intervju 2015 med The Daily Telegraph sa hon:
"For me, it's just a case of 'I am who I am'. I'm not interested in being labelled gay or straight, my sexuality is fluid. I'm just me. I just happen to have fallen in love with a woman, simple as that."
Richardson var i ett 18-årigt förhållande med tv-producenten Charles Martin. Hon dejtade därefter komikern Sue Perkins från 2014 till 2021.